# Get Shorty
Get Shorty è un film del 1995, diretto da Barry Sonnenfeld, con John Travolta e Gene Hackman. È l'adattamento del romanzo La scorciatoia (Get Shorty) di Elmore Leonard. Nonostante siano stati cambiati alcuni dettagli, il film resta molto fedele al romanzo da cui è tratto. Nel 2005 è uscito il sequel Be Cool.

## Trama
Chili Palmer è uno strozzino di Miami che ha un insolito interesse per il cinema d'exploitation e per i B-movie. Dopo pranzo, in un ristorante di Miami, Chili viene informato dal proprietario del ristorante che il suo costoso giubbotto di pelle a cui teneva parecchio è stato "preso in prestito" da un gangster rivale, Ray "Bones" Barboni. Prontamente, Chili lo segue sino a casa, gli rompe il naso e riprende la sua giacca. Sfortunatamente, il capo di Chili di New York, Momo, muore per infarto lasciando Chili alle prese con un vendicativo Ray, che velocemente prende vantaggio dalla situazione e diviene il suo nuovo capo; tra gli ordini dati, recuperare con l'usura un'ingente somma di denaro dal defunto Leo DeVoe o da sua moglie.
Chili va a far visita alla vedova di Miami, ma presto lei gli rivela che Leo non è realmente morto. Si scopre che Leo è salito a bordo di un volo di linea, ma sceso da questo per bere al bar lì vicino mentre il velivolo era in riparazione sulla pista d'atterraggio, non salendovi più. In seguito all'incidente in volo, Leo è stato dato per morto e sua moglie pagata con 300.000 dollari di assicurazione sulla vita. Ora Leo ha recuperato i soldi della sua assicurazione sulla vita ed è partito alla volta di Las Vegas, dove sta diventando un grande giocatore d'azzardo.
A Las Vegas, Chili viene informato dal proprietario di un casinò che Leo ha viaggiato sin lì da Los Angeles. Il proprietario del casinò di Las Vegas chiede a Chili di cercare a Los Angeles Harry Zimm, un produttore di B-movie, che ha dei debiti verso il casinò. Chili fa questo piacere al proprietario del casinò e viaggia sino a Los Angeles; inseguendo Harry Zimm, gli parla del debito verso il casinò. Chili gli chiede il perché lui si trovi lì e non abbia pagato, così Harry acconsente a rimettere il debito al casinò entro 60 giorni. Finita la chiacchierata sul denaro, Chili parla a Harry di un'idea su un film: una trama riguardante un usuraio di Miami che insegue un uomo d'affari deplorevole a Los Angeles. Harry è interessato al progetto, ma presto informa Chili del problema riguardante il pericoloso Bo Catlett, un uomo nel mondo del cinema, pericoloso trafficante di droga. Chili trova Leo in un hotel di prima classe, prende i soldi rubati all'assicurazione ma non informa Ray Barboni del denaro recuperato.
Catlett, l'uomo coinvolto nel giro di droga e produttore di B-movie insieme ad Harry Zimm, sta venendo a trovare Harry, con quest'ultimo che dovrebbe lavorare sulla sceneggiatura di un film con Bo. In una sottotrama, lo stesso Catlett è nei casini: avendo un debito con un trafficante di droga, egli ha provato a ripagare il debito mandando il nipote del gangster Yayo Portillo con un borsone pieno di droga in un aeroporto sorvegliato però dai federali. Sapendo di non poter portare il denaro senza essere catturato, Yayo trattiene Catlett e gli dice che spiffererà alla polizia del suo traffico, suscitando l'ira di Bo, che lo uccide. Quando Catlett fa visita a Harry per vedere come va la nuova pellicola e gli parla degli investimenti futuri, si presenta Chili, dicendo a Catlett che Harry farà il loro film quando potrà, e che trattenere Harry ad innervosirsi causerà solo guai.

## Riconoscimenti
- 1996 - Golden Globe
  - Miglior attore in un film commedia o musicale a John Travolta
  - Candidatura per il Miglior film commedia o musicale
  - Candidatura per la Migliore sceneggiatura a Scott Frank
- 1996 - National Society of Film Critics
  - Candidatura per il Migliore attore non protagonista a Delroy Lindo